# Akakios Agathangelos
Akakios, auch Acacius oder Achatius mit Beinamen Agathangelos („guter Engel“) war im 3. Jahrhundert Bischof von Antiochia (ad Orontem) oder wahrscheinlicher Antiochia in Pisidien. Der Titel „von Melitene“ in den griechischen Menologien ist höchstwahrscheinlich auf eine Verwechslung mit dem auf dem Konzil von Ephesos (431) aktiven Akakios von Melitene zurückzuführen. Akakios wird in der orthodoxen, armenischen und katholischen Kirche als Heiliger und Bekenner verehrt, auch in der evangelischen Kirche gilt er als denkwürdiger Glaubenszeuge.

## Leben
Er lebte in der Zeit der Christenverfolgung unter dem römischen Kaiser Decius (249–251) und ermunterte die Christen seiner Diözese zur Standhaftigkeit, was ihm den Ruf eines Schilds und einer Zuflucht der ganzen Gegend zutrug. Es ist sicher, dass er unter Decius vor dem Tribunal dessen Vertreters Martinius über seinen Glauben verhört wurde, aber wahrscheinlich musste er den Märtyrertod nicht erleiden. Er wurde zum Tode verurteilt, aber später – nach einer schweren Leidenszeit – von Kaiser Decius unter dem Eindruck der Prozessakten aus dem Gefängnis entlassen. 

## Gedenktag
Sein Gedenktag ist in den meisten Kirchen (evangelisch, katholisch, orthodox) der 31. März. Die orthodoxen Kirchen feiern außerdem die Übertragung der Gebeine am 15. September 257.